# Жабинка
Жа́бинка (біл. Жабінка) — місто в Білорусі, на заході Берестейської області, адміністративний центр Жабинківського району, однойменна залізнична станція на лінії Берестя — Барановичі. Населення 13 084 особи (2009). Розташоване на річці Мухавець.
Офіційно засноване 1871 року. Перші згадки відносяться до 1816 року.

## Назва
Своєю назвою місто зобов'язане чи то рослині жабник, чи то болотові, яке тут було і звалося «Жабино болото» за величезну кількість жаб які там тоді жили, то чи малій притоці Мухавця, річці Жабинці, яка вперше згадується в письмових документах XVII століття.

## Географія

### Клімат
Клімат у населеному пункті вологий континентальний («Dfb» за класифікацією кліматів Кеппена). Опадів 565 мм на рік. Найменша кількість опадів спостерігається в лютому й сягає у середньому 28 мм. Найбільша кількість опадів випадає в липні — близько 75 мм. Різниця в опадах між сухими та вологими місяцями становить 47 мм. Пересічна температура січня — -4,8 °C, липня — 18,2 °C. Річна амплітуда температур становить 23,0 °C.
| Клімат                            | Клімат | Клімат | Клімат | Клімат | Клімат | Клімат | Клімат | Клімат | Клімат | Клімат | Клімат | Клімат | Клімат |
| Показник                          | Січ.   | Лют.   | Бер.   | Квіт.  | Трав.  | Черв.  | Лип.   | Серп.  | Вер.   | Жовт.  | Лист.  | Груд.  | Рік    |
| Середній максимум, °C             | −1,8   | −0,4   | 4,6    | 12,9   | 19,2   | 22,4   | 23,8   | 23,1   | 18,4   | 12,1   | 5,0    | 0,2    | 11,6   |
| Середня температура, °C           | −4,8   | −3,6   | 0,9    | 8,0    | 13,6   | 16,9   | 18,2   | 17,6   | 13,5   | 8,1    | 2,5    | −2,2   | 7,4    |
| Середній мінімум, °C              | −7,7   | −6,8   | −2,8   | 3,2    | 8,1    | 11,4   | 12,7   | 12,2   | 8,6    | 4,2    | 0,1    | −4,6   | 3,2    |
| Норма опадів, мм                  | 32     | 28     | 29     | 39     | 54     | 70     | 75     | 65     | 53     | 39     | 41     | 40     | 565    |
| --------------------------------- | ------ | ------ | ------ | ------ | ------ | ------ | ------ | ------ | ------ | ------ | ------ | ------ | ------ |
| Джерело: Climate-Data.org (англ.) |        |        |        |        |        |        |        |        |        |        |        |        |        |

## Історія
Перші письмові згадки про поселення з назвою Жабинка відносяться до 1816 року, коли воно належало польським панам Гонецьким. Офіційним роком заснування міста вважається 1871 рік, коли з'явився залізнична зупинка № 80 «Жабинка». У середині 19 століття кілька десятків дворів поселення Жабинка стала володінням роду Трембіцьких. Поміщик Адольф Трембіцький не дозволив владі проводити залізничну гулку по своїм володінням і її віднести трохи в бік. Поява станції дало поштовх до розвитку Жабинки.
У 1890 році Жабінка мала 30 дворів, 282 жителя, 6 лавок, готель, пошту, 3 корчми, церкву, синагогу. На початку 20 століття тут створені перші промислові підприємства — суконна майстерня та лісопильня.
Для забезпечення економічних і військових потреб у 1905 році через Жабинку було прокладено шосе Кам'янець-Федьковичи. Під час першої світової війни Жабинка в 1915—1918 роках окупована кайзерівськими військами, в 1919—1920 роках — військами Польщі. Радянська влада діяла в липні — серпні 1920 року. За Ризьким мирним договором 1921 року Жабинка відійшла до Польщі і входила в Кобринський повіт Поліського воєводства. З 1939 року увійшла до складу БРСР. 15 січня 1940 року Жабинка стала центром Жабинковського району Брестської області. На теренах Жабинківщини діяло ОУН що належало до Пінського  надрайону "Степ" - провідник — «Вірний».
З 23 червня 1941 року до 21 липня 1944 року окупована німецькими військами. У Жабинці та районі гітлерівці знищили 1764 людини. Жабинка звільнена від німців 21 липня 1944 року військами 20-ї стрілецької дивізії 28-ї армії 1-го Білоруського фронту в ході Люблінсько-Брестської операції 1944 року. Таким чином було відновлено контроль СРСР над територією села.
У 1948 році була створена організація «Заготзерно», а в 1957 році — введено в експлуатацію малогабаритний універсальний комбікормовий завод (МУКЗ-35), який забезпечував комбікормами господарства району. Сьогодні це найбільший виробник комбікормів і білково-вітамінних довабок для всіх видів сільськогосподарських тварин, птиці, ставкових риб.
З квітня 1952 року Жабинка отримує статус селища міського типу. У 1959—1962 роках селище відносилось до Кам'янецького, а в 1962 — 1963 роках Кобринського району.
23 грудня 1970 року отримала статус міста. У 1959 році становила 2,9 тисяч жителів. У 1989 році — 11 тисяч жителів.
З 1991 у незалежній Білорусі.
У 2007 році за ініціативою місцевих комуністів у місті заново встановлений бюст В. І. Леніну. 13 жовтня 2007 року пройшли обласні «Дажинкі-2007». До цієї події в місті була проведена реставрація головних вулиць міста, доріг та фасадів будівель.

## Населення
За переписом населення Білорусі 2009 року чисельність населення міста становила 13 084 особи.

### Національність
Розподіл населення за рідною національністю за даними перепису 2009 року:
| Національність                | Осіб  | Відсоток |
| ----------------------------- | ----- | -------- |
| білоруси                      | 11862 | 90,66 %  |
| росіяни                       | 756   | 5,78 %   |
| українці                      | 296   | 2,26 %   |
| поляки                        | 91    | 0,70 %   |
| національність не вказана     | 20    | 0,15 %   |
| молдовани                     | 8     | 0,06 %   |
| казахи                        | 7     | 0,05 %   |
| німці                         | 6     | 0,05 %   |
| євреї                         | 4     | 0,03 %   |
| вірмени                       | 4     | 0,03 %   |
| національність не повідомлена | 4     | 0,03 %   |
| татари                        | 3     | 0,02 %   |
| азербайджанці                 | 3     | 0,02 %   |
| комі-перм'яки                 | 3     | 0,02 %   |
| дві та більше національності  | 3     | 0,02 %   |
| грузини                       | 2     | 0,02 %   |
| латиші                        | 2     | 0,02 %   |
| мордва                        | 2     | 0,02 %   |
| литовці                       | 1     | 0,01 %   |
| туркмени                      | 1     | 0,01 %   |
| удмурти                       | 1     | 0,01 %   |
| естонці                       | 1     | 0,01 %   |
| карели                        | 1     | 0,01 %   |
| гагаузи                       | 1     | 0,01 %   |
| буряти                        | 1     | 0,01 %   |
| монголи                       | 1     | 0,01 %   |
| Разом                         | 13084 | 100 %    |

## Герб міста
У блакитному полі варязької щита срібний, хвилястий хрест, вгорі, праворуч і ліворуч три стилізованих срібних квітки з зеленими листям.
Три срібні смуги символізують собою гирло річки Жабинка при впаданні її в річку Мухавець — місця, де в XIX столітті були закладені витоки поселення, яке в ХХ столітті перетворилося в сучасне місто.
Зображення стилізованих квіток рослини жабника позначають ім'я річки Жабинка, від якої пізніше, у свою чергу, був названий населений пункт. Кількість квіток говорить про три Жабинки (фольварк, селище та залізничну станцію), що виникли на цій землі.

## Релігійні споруди
- Покровська церква (дерев'яна, 1885)
- Протестантський храм (1990)
- Костел св. Йосипа (1998)

## Промисловість
- ВАТ «Жабінковскій цукровий завод» — один з чотирьох існуючих в Білорусі цукрових заводів. Дата заснування «Жабинковського цукрового заводу» — 20 січня 1963 р.
- ВАТ «Жабінковскій комбікормовий завод» — великий виробник комбікормів та корми для домашніх тварин з торговою маркою «Рекс»
- Асфальтобітумний завод.

## Транспорт
- Жабинка — найбільший залізничний вузол країни. Вона з'єднує два великі гілки: Берестя — Мінськ і Берестя — Пінськ.
- Місто пов'язане автомобільними дорогами з Кобриним, Берестям, Кам'янцем.